# 517年
| 千纪： | 1千纪                                                                                           |
| 世纪： | 5世纪 \| 6世纪 \| 7世纪                                                                         |
| 年代： | 480年代 \| 490年代 \| 500年代 \| 510年代 \| 520年代 \| 530年代 \| 540年代                       |
| 年份： | 512年 \| 513年 \| 514年 \| 515年 \| 516年 \| 517年 \| 518年 \| 519年 \| 520年 \| 521年 \| 522年 |
| 纪年： | 丁酉年（鸡年）；北魏熙平二年；柔然建昌十年；南朝梁天监十六年；高昌义熙八年                      |

## 大事记
- 梁武帝敕廢境內道觀，道士皆令還俗。[來源請求]
- 北征都督元遙平定法慶事件